# Lion-sur-Mer
Lion-sur-Mer è un comune francese di 2 629 abitanti situato nel dipartimento del Calvados nella regione della Normandia.

## Società

### Evoluzione demografica
Abitanti censiti